# Fright Night (음반)
《Fright Night》는 1989년 5월 11일, 컬럼비아 레코드가 발매한 핀란드의 파워 메탈 밴드 스트라토바리우스의 데뷔 스튜디오 음반이다. 1993년에 리마스터드 에디션이 발행되었다.

## 반응
| 전문가 평가 | 전문가 평가 |
| 평가 점수   | 평가 점수   |
| 출처        | 점수        |
| ----------- | ----------- |
| AllMusic    | [ 3 ]       |

올뮤직의 앤티 J. 레이블린은 5점 중 2.5점의 별에게 다양성이 부족하다고 묘사하고 특별히 함께 연주하지 못한다고 비판하였다. 그럼에도 불구하고 그는 이 음반이 스트라토바리우스의 음반 목록의 중요한 부분이라며 1980년대 헤비 록 팬들을 위해 추천했다.

## 곡 목록
모든 곡들은 티모 톨키에 의해 작곡하였다.
| #  | 제목               | 작사                | 재생 시간 |
| -- | ------------------ | ------------------- | --------- |
| 1. | 〈Future Shock〉   | 투오모 라실라, 톨키 | 4:35      |
| 2. | 〈False Messiah〉  | 톨키                | 5:20      |
| 3. | 〈Black Night〉    | 라실라              | 3:43      |
| 4. | 〈Witch-Hunt〉     | 라실라              | 3:22      |
| 5. | 〈Fire Dance〉     | 기악                | 2:20      |
| 6. | 〈Fright Night〉   | 라실라, 톨키        | 8:13      |
| 7. | 〈Night Screamer〉 | 라실라              | 4:48      |
| 8. | 〈Darkness〉       | 톨키                | 6:57      |
| 9. | 〈Goodbye〉        | 기악                | 1:12      |